# Episodi di Marcus Welby (quarta stagione)
La quarta stagione della serie televisiva Marcus Welby è stata trasmessa in anteprima negli Stati Uniti d'America dalla ABC tra il 12 settembre 1972 e il 6 marzo 1973.
| nº | Titolo originale                    | Titolo italiano | Prima TV USA      | Prima TV Italia |
| -- | ----------------------------------- | --------------- | ----------------- | --------------- |
| 1  | A Fragile Possession                |                 | 12 settembre 1972 |                 |
| 2  | Love Is When They Say They Need You |                 | 19 settembre 1972 |                 |
| 3  | We'll Walk Out of Here Together     |                 | 26 settembre 1972 |                 |
| 4  | In Sickness and in Health           |                 | 3 ottobre 1972    |                 |
| 5  | House of Mirrors                    |                 | 10 ottobre 1972   |                 |
| 6  | He Could Sell Iceboxes to Eskimos   |                 | 17 ottobre 1972   |                 |
| 7  | The Wednesday Game                  |                 | 24 ottobre 1972   |                 |
| 8  | Don and Denise                      |                 | 31 ottobre 1972   |                 |
| 9  | Please Don't Send Flowers           |                 | 14 novembre 1972  |                 |
| 10 | With a Shout, Not a Whimper         |                 | 21 novembre 1972  |                 |
| 11 | Jason Be Nimble, Jason Be Quick     |                 | 28 novembre 1972  |                 |
| 12 | Unto the Next Generation            |                 | 5 dicembre 1972   |                 |
| 13 | Heartbeat for Yesterday             |                 | 12 dicembre 1972  |                 |
| 14 | Dinner of Herbs                     |                 | 19 dicembre 1972  |                 |
| 15 | A More Exciting Case                |                 | 2 gennaio 1973    |                 |
| 16 | A Necessary End                     |                 | 9 gennaio 1973    |                 |
| 17 | Who Are You Arthur Kolinski?        |                 | 16 gennaio 1973   |                 |
| 18 | Gemini Descending                   |                 | 23 gennaio 1973   |                 |
| 19 | The Problem with Charlie            |                 | 30 gennaio 1973   |                 |
| 20 | Catch a Ring That Isn't There       |                 | 6 febbraio 1973   |                 |
| 21 | The Working Heart                   |                 | 13 febbraio 1973  |                 |
| 22 | The Other Martin Loring             |                 | 20 febbraio 1973  |                 |
| 23 | The Day After Forever               |                 | 27 febbraio 1973  |                 |
| 24 | The Tortoise Dance                  |                 | 6 marzo 1973      |                 |